# Eryphanis
Eryphanis is een geslacht van vlinders uit de onderfamilie Satyrinae van de familie Nymphalidae.

## Soorten
- Eryphanis automedon (Cramer, [1775])
- Eryphanis aesacus (Herrich-Schäffer, 1850)
- Eryphanis gerhardi (Weeks, 1902)
- Eryphanis polyxena (Meerburgh, 1775)
- Eryphanis reevesii (Doubleday, [1849])
- Eryphanis zolvizora (Hewitson, 1877)